# نافع بن هلال
نافع بن هلال الجملي (توفي في 61هـ/ 680 م) ذكرته المصادر التاريخية تحت عنوان الجملي مرة، والبجلي أخرى، أو المرادي، أوالبجلي المرادي، من أشراف العرب ومن شجعانها كان شخصًا بارزًا في الكوفة، ومن قارئي القرآن الكريم، راويي أحاديث علي بن أبي طالب، وشارك معه في معاركه الثلاث (صفين والجمل والنهروان)، شارك في معركة كربلاء مع الحسين بن علي وقُتل فيها سنة 61هـ.:

## نسبه
هو نافع بن هلال بن نافع بن جمل بن سعد العشيرة بن مذحج المذحجي الجملي.
ومن رجال قبيلة جمل المذحجية ذات الاصول اليمانية.

## من اصحابعلي بن أبي طالب
كان نافع بن هلال من علي بن أبي طالب، واشترك في معارك علي بن أبي طالب الثلاثة: الجمل، وصفين، والنهروان وكان نافع بطلا شجاعا مقداما في الحروب.

## الالتحاق بركب الحسين
خرج نافع بن هلال من الكوفة قبل شهادة مسلم بن عقيل ثم التحق بركب الحسين في طريق الحسيين إلى الكوفة. وهو واحد من أربعة أشخاص التحقوا بالحسين في طريق الكوفة في منطقة يقال لها عذيب الهجانات، وكان الحسين قد سألهم عن أحوال الكوفة، فأخبروه أنّ أشراف الكوفة ضدك كون ابن زياد اشتراهم، أمٌا عوام الناس فقلوبهم معك وسيوفهم عليك.

## مقتله
بعدما علم نافعٌ بقدوم الحسين خرج من الكوفة استقبالاً للحسين، وكان ذلك قبل مقتل مسلم بن عقيل رسول الحسين للكوفة. وقاتل معه في كربلاء، فبعدما تم حصار الحسين من قبل 30 ألف فارس، ومنع الماء عنه، ساهم نافع في ايصال الماء للحسين.

ويُذكر بأن الحسين عندما ألقى خطبة لأصحابه التي قال فيها «أما بعد، فقد نزل من الأمر ما قد ترون وأن الدنيا قد تنكرت وأدبرت...» فقال نافع: 

وذكر الطبري أنه: 
وكان نافع يكتب اسمه على سهامه المسمومة ويرميها على أعداءه فقتل 12، وكان ينشد قائلاً:
وبعدما نفذت سهامه أخرج سيفه وقاتل وأنشد:
فرموه بالحجارة حتى كسرت عضداه واخذوه أسيرًا، فأخذه شمر بن ذي الجوشن إلى عمر بن سعد، فقال له عمر بن سعد:«ويحك يا نافع ما حملك على ما صنعت بنفسك» فقال نافع: «إن ربي يعلم ما أردت، والله لقد قتلت منكم اثنا عشر سوى من جرحت، وما ألوم نفسي على الجهد ولو بقيت لي عضد وساعد ما أسرتموني» فقتله شمر.